# سازمان بلال مسلم میشن
سازمان بلال مسلم میشن (به انگلیسی: Bilal Muslim Mission) نهادی ناسودبر است که برای تبلیغ و معرفی اسلام شیعه در تانزانیا تأسیس شده‌است.

## تاریخچه
این سازمان در سال ۱۳۴۷ خورشیدی (۱۹۶۷ م) توسط سعید اختر رضوی در تانزانیا تشکیل شد. هدف عمده این سازمان تبلیغ اسلام و تشیع در میان افریقاییان منطقه است. مجله لایت به انگلیسی و صوت البلال به سواحلی متعلق به آن است.
فعالیت این سازمان به خارج از قاره آفریقا نیز کشیده شده‌است، علاوه بر فعالیت در کشورهای خوجه‌نشین آفریقایی مانند کنیا و… در کشورهای آمریکا، سوئد و… نیز شعبه‌هایی دارد.

## خدمات
- ایجاد کرسی و کمیته بومی‌سازی تبلیغ
- برپایی سمینارهای علمی و اسلامی
- اعزام مبلغ به روستاها و شهرها
- برپایی اردوگاه‌های موقت پزشکی رایگان در شهرها و روستاها
- چاپ و انتشار مجله‌های صوت البلال به زبان سواحیلی و لایت به انگلیسی، اولین شماره مجله لایت در ۱۹۶۳ با تیراژ ۷۵ نسخه چاپ شد. مجله صورت البلال نخستین بار توسط علی دینا از شیعیان خوجه چاپ شد، و در ۱۹۶۷ چاپ آن به مرکز بلال مسلم میشن تانزانیا واگذار شد.[۳]
- چاپ و انتشار کتب به زبان انگلیسی و سواحیلی[۳]
- آموزش و تدریس علوم مذهب شیعه به دانش آموزان شیعی
- حمایت از مراکز متعلق به شیعیان[۴]
- احداث مدارس و مساجد
- حمایت‌های مادی از شیعیان فقیر[۵]

## قلمرو فعالیت
سازمان در تانزانیا و با هدف تبلیغ اسلام و به ویژه مذهب شیعه در میان افریقاییان منطقه تأسیس شد، افزون بر بلال مسلم میشن تانزانیا که شعبه اصلی این سازمان است و در بیشتر شهرهای این کشور مراکزی دارد، این سازمان در کشورهای کنیا و ماداگاسکار، بوروندی، ایالات متحده آمریکا، ترینیداد و گویان نیز شعبه‌هایی دارد. مهم‌ترین شعبه آن پس از تانزانیا در کنیا قرار دارد.
در سال ۱۹۹۲ شعبه‌ای از سازمان بلال میشن در ایالات متحده آمریکا فعالیت خود را آغاز کرده‌است. بلال مسلم میشن آمریکا از ۱۹۹۲ در کشورهای کانادا و آمریکا به فعالیت‌های تبلیغی مشغول است. کشورهای گویان، ترینیداد و توباگو تا پیش از شکل‌گیری بلال مسلم میشن آمریکا در محدوده فعالیت‌های سازمان تانزانیا قرار داشتند، پس از تأسیس بلال مسلم آمریکا کشورهای مزبور تحت پوشش این سازمان قرار گرفتند. بلال مسلم میشن آمریکا هر ساله مراسم دهه محرم به ویژه عاشورا را درترینیداد برگزار می‌کند.